# C.C. Jensen
C.C. Jensen A/S er en dansk producent af oliefiltreringsløsninger til industri, maritime sektor, mineindustri, energi og vind. De har hovedkvarter og produktion i Svendborg. 
C.C. Jensen er en familieejet virksomhed, som blev etableret af Carl Christian Jensen i 1953. De begyndte at producere smøreoliefiltre til skibsmotorer og har siden da udvidet til andre sektorer. I dag er den ejet af Carl Aage Jensen og Christian Hallberg Jensen.
Virksomheden har 325 ansatte (2023). De omsætter årligt for 614 mio. kr. (2023).